# Éponte

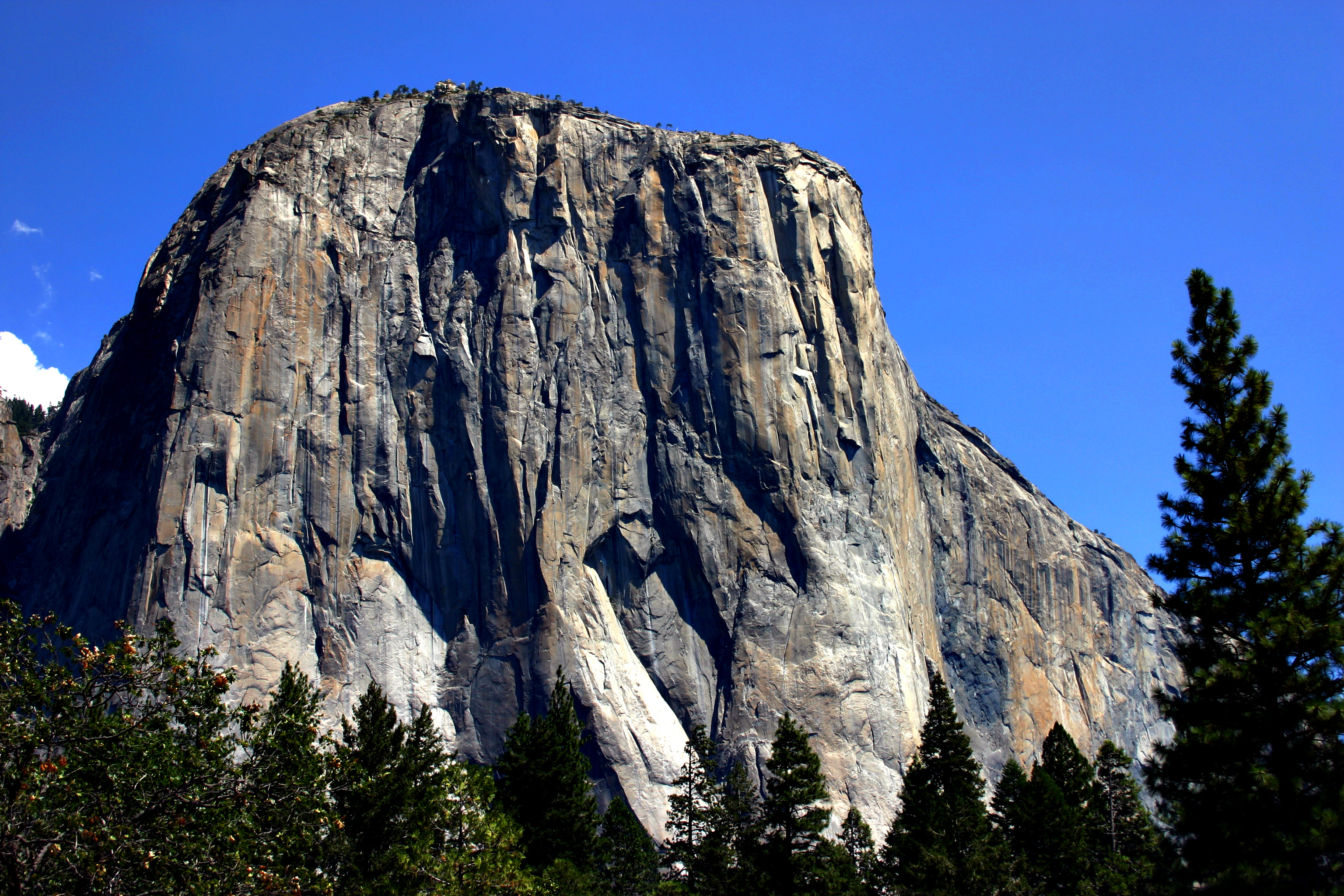
El Capitan dans les montagnes de la Sierra Nevada aux États-Unis.

L'éponte (ou roche encaissante) est la roche qui constitue la paroi d'une zone en activité géologique,. Par exemple la roche le long du neck d'un volcan, au bord d'un pluton en cours de mise en place, le long d'un plan de faille, renfermant un gisement minéral, ou là où une veine ou un dyke est en cours de mise en place.
Dans les volcans, l'éponte peut souvent se détacher de la paroi et être incorporée dans la roche volcanique en éruption sous forme de xénolithes. Ces xénolithes sont importants pour les géologues, car ils peuvent provenir d'unités de roche qui ne seraient autrement pas exposées à la surface de la Terre.

## Voir également
- Roche encaissante;
- Encaissant ;
- Filon.